# 1180年代
| 千纪： | 2千纪                                                                                            |
| 世纪： | 11世纪 \| 12世纪 \| 13世纪                                                                       |
| 年代： | 1150年代 \| 1160年代 \| 1170年代 \| 1180年代 \| 1190年代 \| 1200年代 \| 1210年代                 |
| 年份： | 1180年 \| 1181年 \| 1182年 \| 1183年 \| 1184年 \| 1185年 \| 1186年 \| 1187年 \| 1188年 \| 1189年 |

## 大事记
- 1180年——亚历克修斯二世登基为拜占庭皇帝。
- 1180年——日本高仓天皇退位。
- 1180年——日本安德天皇继位。
- 1180年11月18日——菲利普二世加冕为法国国王。
- 1185年——日本平安時代結束。
- 1187年7月4日——赫淀战役，十字军东征失败的开端。
- 1187年10月——宋孝宗赵昚禅位于宋光宗赵惇。
- 1187年10月2日——萨拉丁率领阿拉伯联军收复耶路撒冷。

## 出生
- 1180年8月6日——后鸟羽天皇，日本第82代天皇（逝世于1198年）
- 1187年——刘克庄，南宋诗词家

## 逝世
- 1180年——路易七世，法国国王
- 1180年——曼纽尔一世，拜占庭皇帝
- 1180年——张栻，宋朝理学家和教育家
- 1187年——宋高宗赵构
- 1187年——郭雍，南宋医学家
- 1187年——梁克家，南宋左丞相
- 1189年——古列尔莫二世，西西里国王